# Zeche Vereinigte Hermann (Essen)
Die Zeche Vereinigte Hermann in Essen-Rüttenscheid ist ein ehemaliges Steinkohlenbergwerk. Die Zeche war – mit mehreren Unterbrechungen – über 30 Jahre in Betrieb.

## Bergwerksgeschichte
Am 25. November des Jahres 1835 wurde ein Geviertfeld verliehen. Im Jahr 1837 wurde das Grubenfeld durch den Bölling Erbstollen gelöst. Im Januar des darauffolgenden Jahres wurde die Zeche in Betrieb genommen. Ab August des Jahres 1843 wurde das Bergwerk in Fristen gelegt. Danach war das Bergwerk vermutlich wieder für einige Zeit in Betrieb, denn im Jahr 1847 wurde es erneut in Fristen erhalten. Im Jahr 1853 war das Bergwerk wieder in Betrieb, es wurde nachweislich Abbau betrieben. Auch in den Jahren 1855 bis 1867 war das Bergwerk in Betrieb. Im Jahr 1869 wurde die Zeche Vereinigte Hermann erneut in Fristen gelegt, sie wurde aber im darauffolgenden Jahr wieder in Betrieb genommen. Ab dem Jahr 1872 war die Zeche Vereinigte Hermann wieder außer Betrieb. Im April des Jahres 1900 wurde ein Vertrag mit den Zechen Langenbrahm und Ludwig geschlossen, der den Zechen den Abbau im Grubenfeld der Zeche Vereinigte Hermann zusicherte. Danach gibt es keine weiteren Angaben über die Zeche Vereinigte Hermann.

## Förderung und Belegschaft
Die ersten bekannten Förder- und Belegschaftszahlen stammen aus dem Jahr 1838, damals waren elf Bergleute auf dem Bergwerk beschäftigt, die eine Förderung von 10.230 preußischen Tonnen Steinkohle erbrachten. Im Jahr 1840 stieg die Förderung auf 36.644½ preußische Tonnen Steinkohle. Im Jahr 1842 sank die Förderung auf 24.711 preußische Tonnen Steinkohle. Im darauffolgenden Jahr wurden 25.796 Scheffel Steinkohle gefördert. Im Jahr 1858 waren 20 Bergleute auf dem Bergwerk beschäftigt. Im Jahr 1861 wurden mit zwölf Bergleuten 10.010 preußische Tonnen Steinkohle gefördert. Die letzten bekannten Förder- und Belegschaftszahlen des Bergwerks stammen aus dem Jahr 1871. In diesem Jahr wurden mit acht Bergleuten rund 2300 Tonnen Steinkohle gefördert.